# アルバロ・デ・オルレアンス

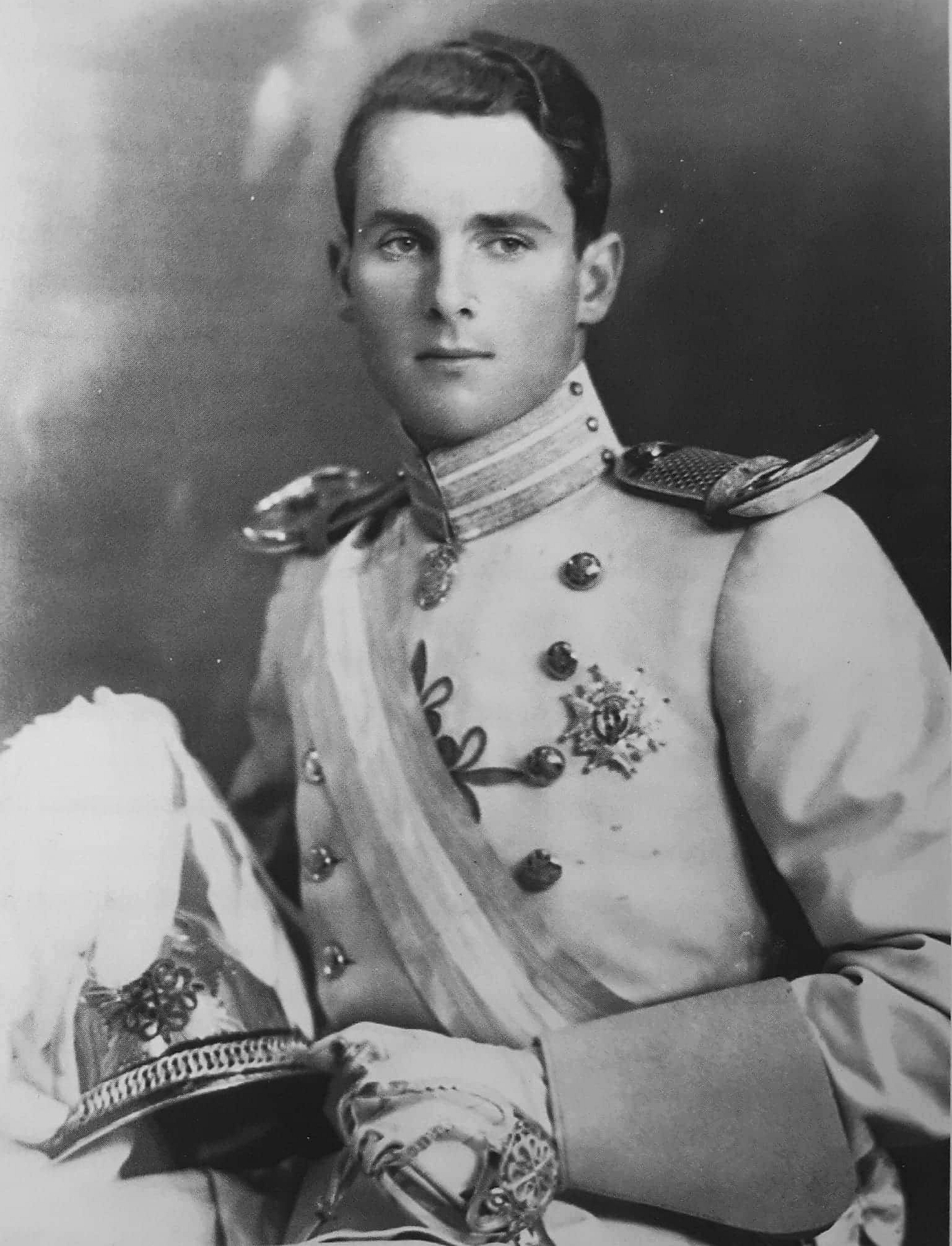
カラトラバ騎士団の制服を着たアルバロ・デ・オルレアンス公子、1930年頃

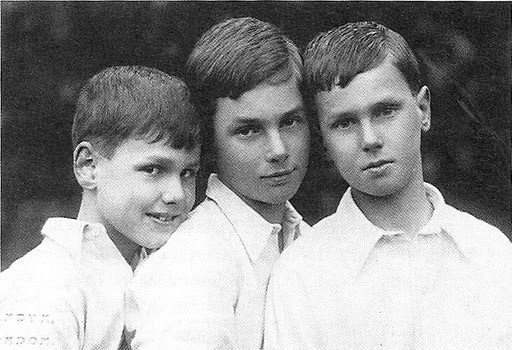
ガリエラ公家の子息たち、左から三男アタウルフォ、次男アルフォンソ、長男アルバロ、1920年頃

アルバロ・アントニオ・フェルナンド・カルロス・フェリペ・デ・オルレアンス＝ボルボン・イ・サホーニャ＝コブルゴ＝ゴータ（El príncipe Álvaro Antonio Fernando Carlos Felipe de Orleans-Borbón y Sajonia-Coburgo-Gotha, 1910年4月20日 コーブルク - 1997年8月22日 モンテカルロ）は、スペインの王室成員。称号はオルレアン公子（Principe de la Casa de Orléans）、第6代ガリエラ公爵。
スペイン王子・ガリエラ公爵アルフォンソ・デ・オルレアンスとイギリス王女ベアトリス・オブ・エディンバラの間の長男。王室との血縁が離れたため、2人の弟と同様にスペイン王子の称号は授与されなかった。
1937年7月14日、父が存命中にイタリア王国のガリエラ公爵位を継承。これに先立ち、1937年7月10日にローマで、イタリア上院議員で軍需企業ボンブリーニ＝パローディ＝デルフィーノ社創業者だったレオポルド・パローディ・デルフィーノの娘カルラ・パローディ＝デルフィーノ（1909年 - 2000年）と結婚している。ガリエラ公爵位は1946年イタリアの共和政移行により名目上のものとなった。
妻との間に2男2女があったが、長男アロンソが若くして亡くなったため、ガリエラ公爵家の家督はその長男アルフォンソが継承した。

## 引用・脚注
1. ↑  The Peerage – Antonio, 6th Duke of Galliera
2. ↑  Marlene A. Eilers, Queen Victoria's Descendants, page 204.
3. ↑  Marlene A. Eilers, Queen Victoria's Descendants (Baltimore, Maryland: Genealogical Publishing Co., 1987), page 200. Hereinafter cited as Queen Victoria's Descendants.